# Biffarius debilis
Biffarius debilis is een tienpotigensoort uit de familie van de Callianassidae. De wetenschappelijke naam van de soort is voor het eerst geldig gepubliceerd in 1998 door Hernandez-Aguilera.